# Mychajło Petrenko
Mychajło Mykołajowycz Petrenko (ukr. Петренко Михайло Миколайович; ur. w 1817 w Słowiańsku, zm. 25 grudnia 1862 w Łebedynie) – ukraiński poeta-romantyk, przedstawiciel tzw. charkowskiej szkoły romantyzmu.
Autor pieśni „Dywluś ja na nebo...” i „Wzjaw by ja banduru...”. Zwłaszcza ta druga pieśń zdobyła sobie dużą popularność, z racji inspiracji autora podobnymi utworami ludowymi, wykonywanymi w całej Ukrainie. Popularna weselna pieśń Gdybym miał gitarę, jest polską przerobioną wersją tejże pieśni.

## Znane utwory
- Dywluś ja na nebo ta j dumku hadaju... (Дивлюсь я на небо та й думку гадаю…)
- Wziaw by ja banduru... (Взяв би я бандуру…)
- Cyt´te, witry! Cyt´te, bujni (Цитьте, вітри! Цитьте, буйні!)